# Nokia Suite
Die Nokia Suite (vormals Nokia Ovi Suite) ist eine Software des Unternehmens Microsoft Mobile für die Anbindung derer Mobilgeräte an den PC. Die Software synchronisiert Inhalte zwischen PC und Mobilgerät, dient der Datensicherung und kann via Tethering über das Mobilgerät für den PC eine Internetverbindung aufbauen. Der Vorgänger ist die Nokia PC Suite, die durch die Nokia Suite ersetzt wird.

## Funktionen
Die Verbindung zwischen Mobilgerät und PC kann über ein USB-Kabel oder Bluetooth hergestellt werden. Mit der Nokia Suite können Daten auf dem Mobilgerät und dem PC gleichzeitig verfügbar gemacht werden: zur Anzeige, Bearbeitung, Anlage oder Löschung. Es werden unterstützt:
- Musik von Nokia Musik
- Fotos der Handykamera
- Karten von Nokia Maps
- Empfangene und gesendete SMS und MMS
- Kontakte mit Microsoft Outlook und Mozilla Thunderbird
- Kalendereinträge mit Microsoft Outlook
- Notizen mit Microsoft Outlook
- Bookmarks mit dem Internet Explorer und Mozilla Firefox bis Version 11

Die Software sorgt dafür, dass die Datenbestände auf beiden Geräten synchron gehalten werden. Die Nokia Suite kann eine vollständige Datensicherung des Mobilgeräts durchführen und diese wieder auf das Mobiltelefon zurückspielen. Mittels Tethering kann das Mobilgerät als Modem für den PC verwendet werden. Zudem kann man die Telefon-Software aktualisieren.

## Systemanforderungen
Folgende Voraussetzungen müssen erfüllt sein:
- Windows 7 oder Windows Vista (Service Pack 1 oder neuer) oder Windows XP (mit Service Pack 2 oder neuer), jeweils entweder 32-Bit- oder 64-Bit-Version
- 2 Gigabyte freier Festplattenspeicher
- 1-Gigahertz-Prozessor
- 64-Megabyte-Grafikkarte
- 1 Gigabyte RAM
- 1024 × 576 Pixel Bildschirmauflösung bei 24 Bit Farbtiefe